# 2069
- Wikisource

| Calendário gregoriano                                                        | 2069 MMLXIX                         |
| Ab urbe condita                                                              | 2822                                |
| Calendário arménio                                                           | 1519 – 1520                         |
| Calendário bahá'í                                                            | 225 – 226                           |
| Calendário budista                                                           | 2613                                |
| Calendário chinês                                                            | 4765 – 4766 Início a 23 de janeiro  |
| Calendário copta                                                             | 1785 – 1786                         |
| Calendário etíope                                                            | 2061 – 2062                         |
| Calendários hindus - Vikram Samvat - Calendário nacional indiano - Cáli Iuga | 2124 – 2125 1990 – 1991 5169 – 5170 |
| Calendário Holoceno                                                          | 12069                               |
| Calendário islâmico                                                          | 1492 – 1493                         |
| Calendário judaico                                                           | 5829 – 5830                         |
| Calendário persa                                                             | 1447 – 1448 Início a 20 de março    |
| Calendário rúnico                                                            | 2319                                |
| Calendário solar tailandês                                                   | 2612                                |

2069 (MMLXIX, na numeração romana) será um ano comum do século XXI que começará numa terça-feira, segundo o calendário gregoriano. A sua letra dominical será F. A terça-feira de Carnaval ocorrerá a 26 de fevereiro e o domingo de Páscoa a 14 de abril. Segundo o horóscopo chinês, será o ano do Boi, começando a 23 de janeiro.

| Evento                                                   | Data            | Hora  |
| -------------------------------------------------------- | --------------- | ----- |
| Aquário                                                  | 19 de janeiro   | 12:13 |
| Peixes                                                   | 18 de fevereiro | 02:09 |
| primavera no hemisfério norte e outono no hemisfério sul |                 |       |
| Carneiro/equinócio                                       | 20 de março     | 00:45 |
| Touro                                                    | 19 de abril     | 11:19 |
| Gémeos                                                   | 20 de maio      | 10:01 |
| verão no hemisfério norte e inverno no hemisfério Sul    |                 |       |
| Caranguejo/solstício                                     | 20 de junho     | 17:41 |
| Leão                                                     | 22 de julho     | 04:32 |
| Virgem                                                   | 22 de agosto    | 11:49 |
| Outono no Hemisfério Norte e Primavera no Hemisfério Sul |                 |       |
| Balança/equinócio                                        | 22 de setembro  | 09:52 |
| Escorpião                                                | 22 de outubro   | 19:42 |
| Sagitário                                                | 21 de novembro  | 17:43 |
| inverno no hemisfério norte e verão no hemisfério sul    |                 |       |
| Capricórnio/solstício                                    | 21 de dezembro  | 07:22 |

| UTC: Portugal Continental, Madeira, Guiné-Bissau e São Tomé e Príncipe Subtrair (-): 1 h nos Açores e Cabo Verde 2 h nas Ilhas oceânicas brasileiras 3 h em Brasília, em Goiás, na Amazônia Oriental Brasileira e no nordeste, sudeste e sul brasileiros 4 h na Amazônia Ocidental Brasileira, Mato Grosso e Mato Grosso do Sul 5 h no Acre e sudoeste do Amazonas Adicionar (+): 1 h em Angola e Guiné Equatorial 2 h em Moçambique 8 h em Macau 9 h em Timor-Leste. |
| Adicionar uma hora durante a vigência do horário de verão: Portugal Continental : De 31 de março a 27 de outubro de 2069 |

| Ano completo                       |
| ---------------------------------- |
| Ano comum com início à terça-feira |

## Eventos esperados e previstos
- Ano do Boi, segundo o Horóscopo chinês.

Abril
- 21 de abril - Eclipse solar parcial[1]

Maio
- 5 a 6 de maio - Eclipse lunar total[2]

- 20 de maio - Eclipse solar parcial[3]

Outubro
- 15 de outubro - Eclipse solar parcial[4]

- 29 a 30 de outubro - Eclipse lunar total[5]